# Bauerndom
Bauerndom ist die Bezeichnung, aber kein wissenschaftlicher Terminus für drei Kirchen im Hadelner Land, der Kirche St. Jacobi in Lüdingworth bei Cuxhaven, der Kirche St. Nicolai in Altenbruch (auch bei Cuxhaven) und der Severikirche in Otterndorf.
Der Begriff Bauerndom leitet sich im Hadelner Land davon ab, dass diese Kirchenbauten von den umliegenden Bauern errichtet und finanziert wurden. 
Die Bauern im Land Hadeln waren reich, da das Schwemmland sehr fruchtbar war, nach alten Angaben wurden aus einem Korn zehn, während in anderen Gegenden ein Verhältnis von eins zu vier schon als  gut erachtet wurde. Da sich im Boden größere Mengen Muschelschalen befanden, konnte  man durch Brennen derselben und das Ausbringen dieses natürlichen Düngers lange einer Auszehrung der Böden entgegenwirken.
Da die neun Gemeinden des Landes Hadeln nach der Zerschlagung des Herzogtums Sachsen eine bäuerliche ständische Selbstverwaltung errichteten, waren sie keinem Herrn zinspflichtig und diese Kirchspiele errichteten auch eine eigene Gerichtsbarkeit, die sogenannten Kirchspielgerichte. 
In Altenbruch zum Beispiel bestand die weltliche Verwaltung aus dem Schultheiß und jeweils zwei Beisitzern aus jedem Ortsteil.

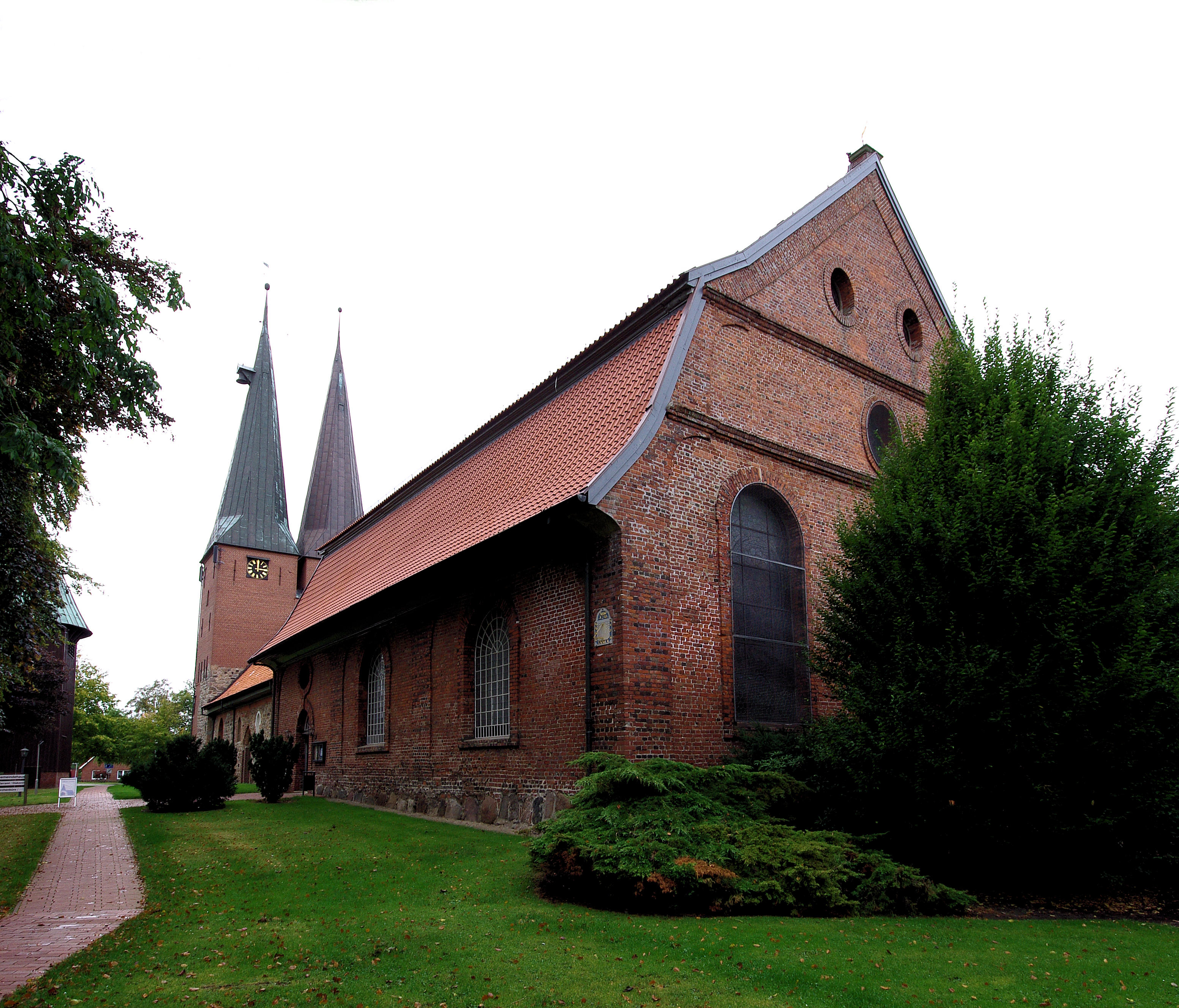
Altenbruch, St. Nicolai mit dem mächtigen Chor (1727/28)
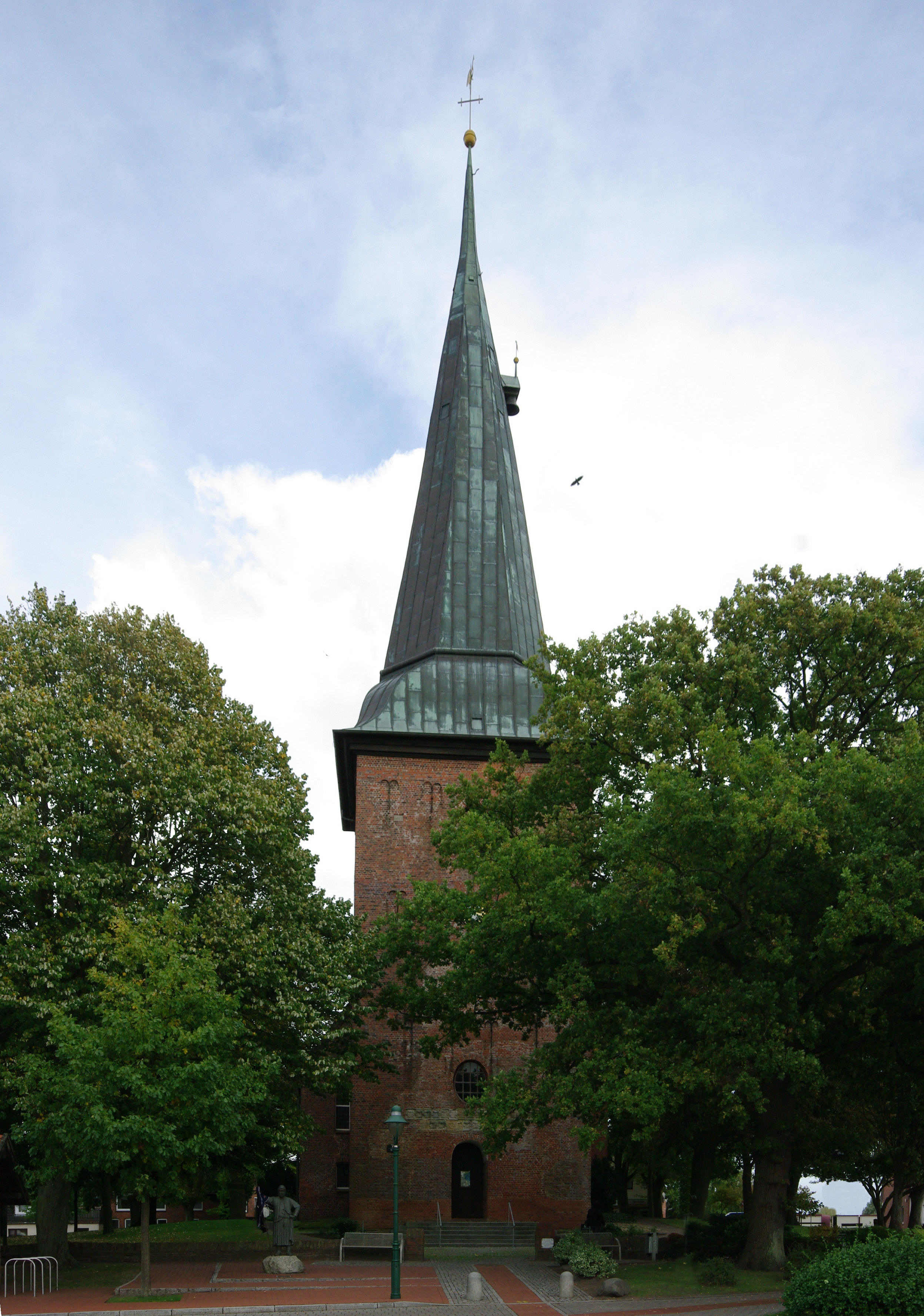
Lüdingworth, Turm von St. Jacobi
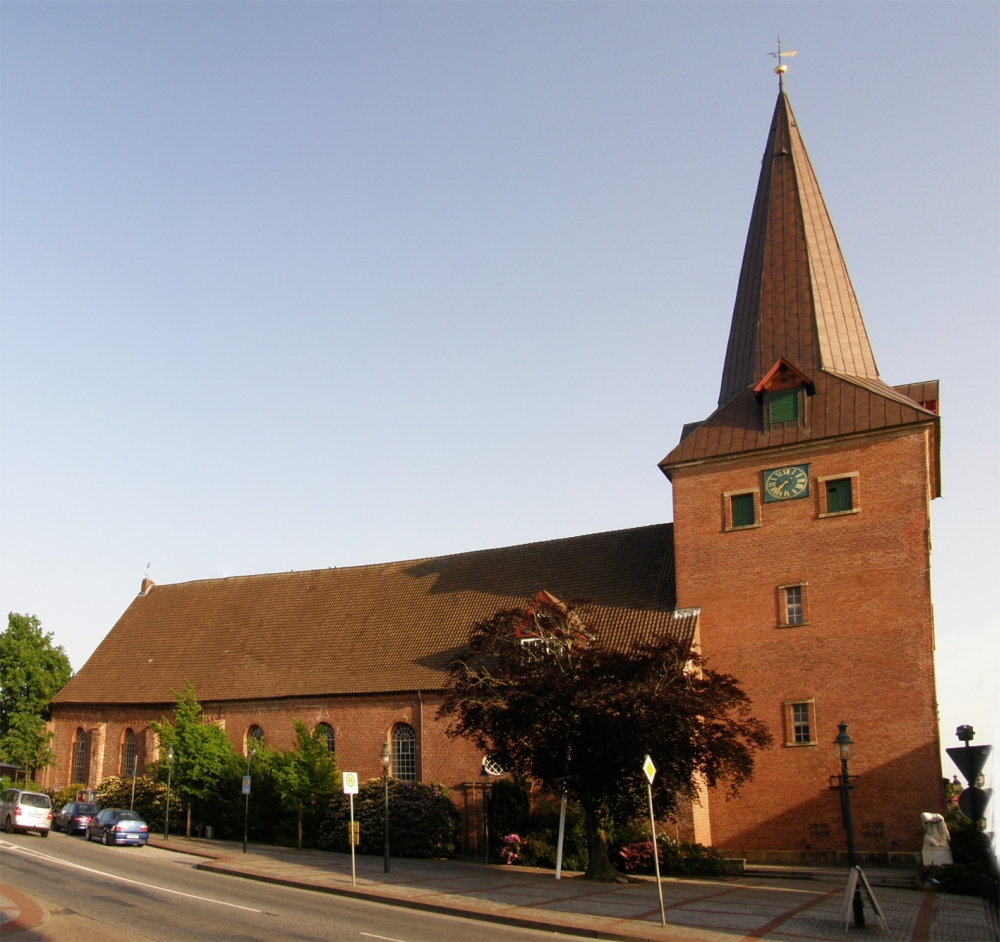
Otterndorf, St. Severi-Kirche von der Nordseite